# (11912) Piedade
(11912) Piedade est un astéroïde de la ceinture principale.

## Description
(11912) Piedade est un astéroïde de la ceinture principale. Il fut découvert le 30 juillet 1992 à La Silla par Eric Walter Elst. Il présente une orbite caractérisée par un demi-grand axe de 2,31 UA, une excentricité de 0,14 et une inclinaison de 3,4° par rapport à l'écliptique.

## Compléments